# Domostawa
Domostawa – wieś w Polsce położona w województwie podkarpackim, w powiecie niżańskim, w gminie Jarocin.
W latach 1954–1972 wieś należała i była siedzibą władz gromady Domostawa. W latach 1975–1998 miejscowość administracyjnie należała do województwa tarnobrzeskiego.
Miejscowość jest siedzibą rzymskokatolickiej parafii MB Królowej Polski należącej do dekanatu Ulanów.

## Części wsi
| SIMC    | Nazwa      | Rodzaj    |
| ------- | ---------- | --------- |
| 0794796 | Przymiarki | część wsi |

## Historia
W pobliżu miejscowości znaleziono artefakty z mezolitu. Odnotowano także ślady osadnictwa neolitycznego.

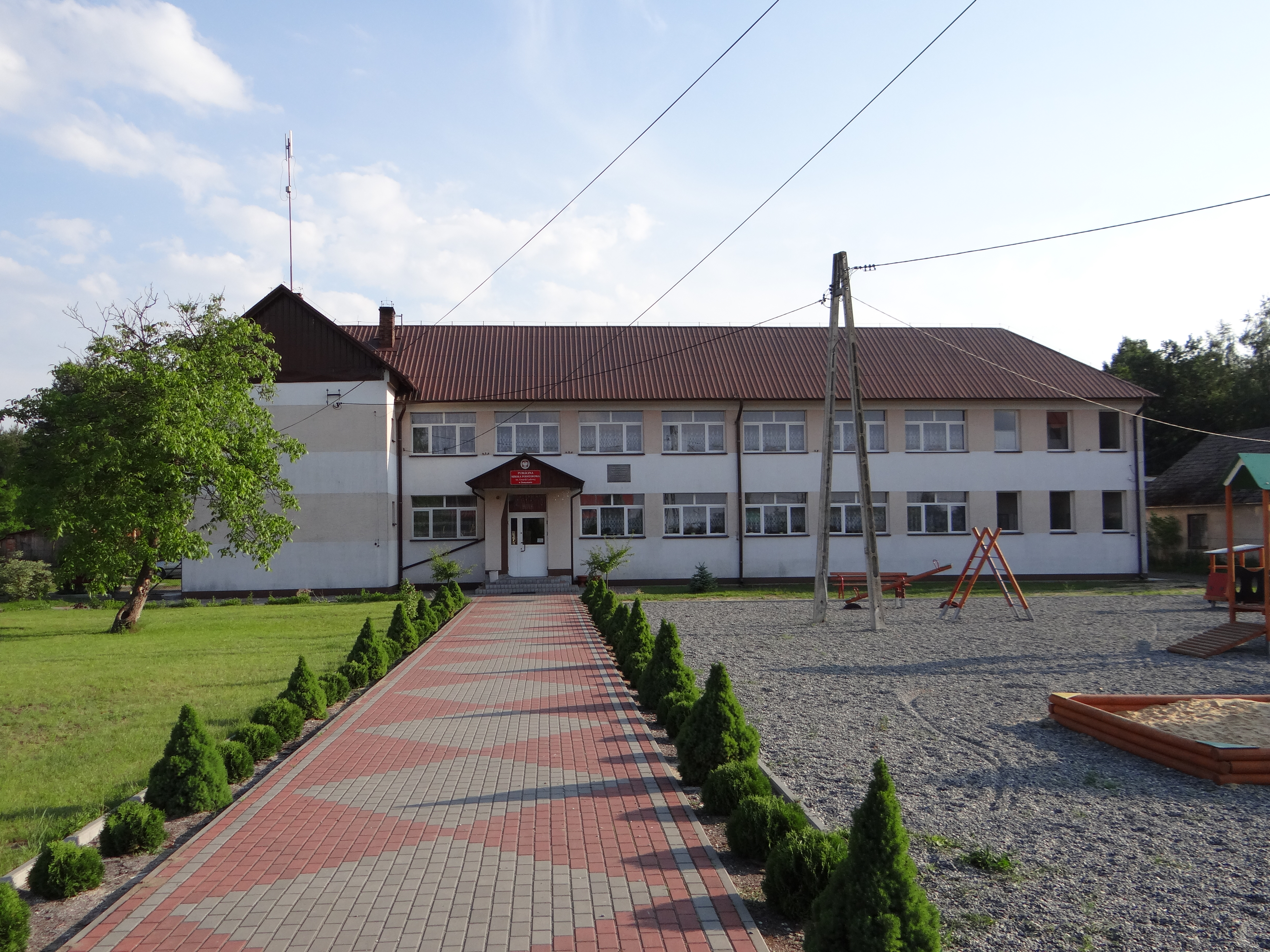
Szkoła podstawowa w Domostawie

W czasie wojny polsko-austriackiej w Domostawie zatrzymał się książę Józef Poniatowski, zanim udał się dalej do pobliskiego Ulanowa.
Pod zaborami, na granicy Domostawy ze wsią Łążek, znajdowało się przejście graniczne między Galicją a Królestwem Kongresowym.
Domostawa - dawniej także Domosławice, Domostawy alias Bukowa. W roku 1883 wieś posiadała 97 domów i 549 mieszkańców (w tym 269 mężczyzn i 280 kobiet). W wieku XIX mówiono o własności większej i mniejszej posiadłości, bez określenia położenia tych obszarów. Właścicielem własności większej był Henryk Malinowski. 

## Pomnik „Rzeź Wołyńska”

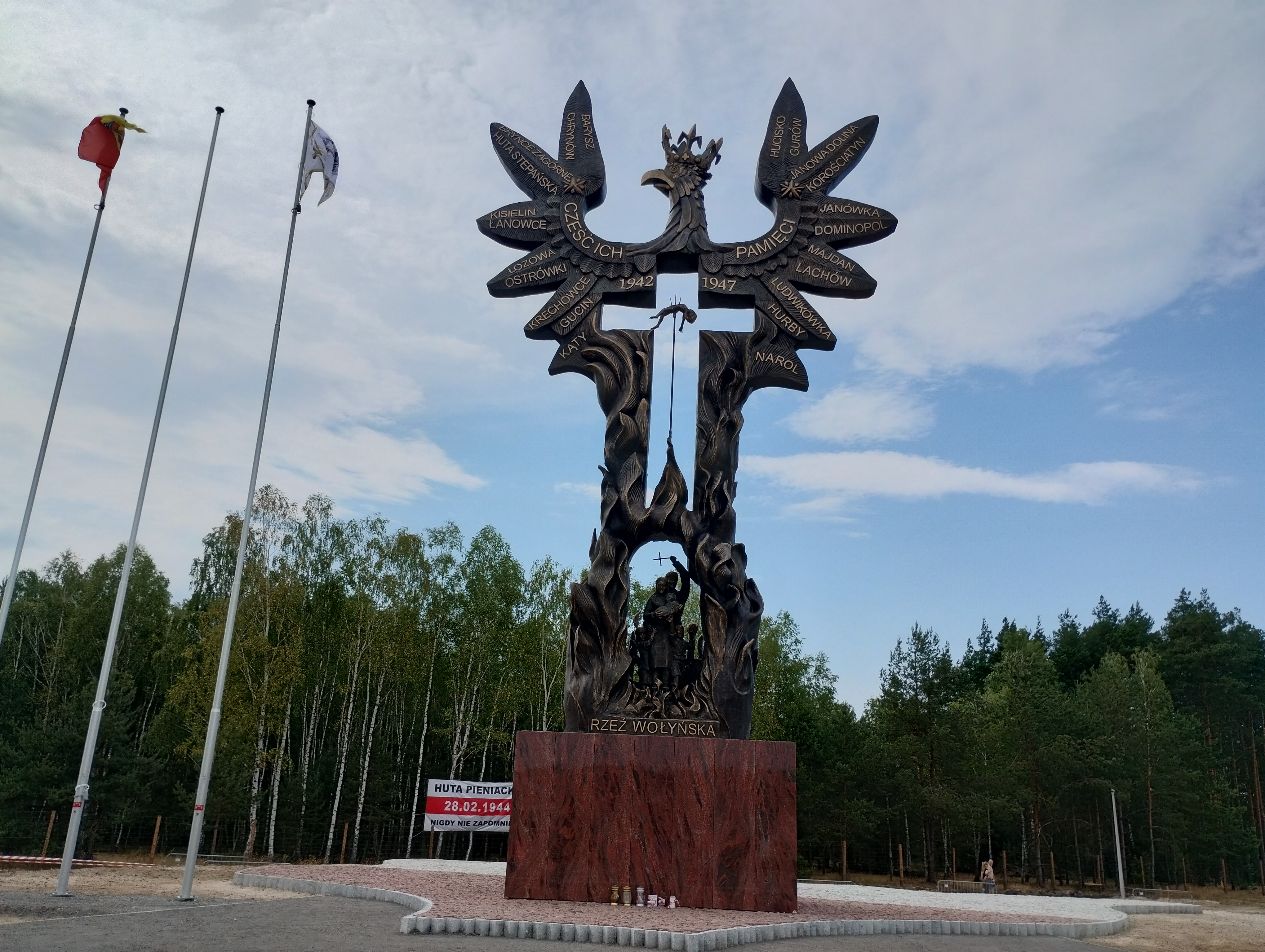
Pomnik „Rzeź Wołyńska” w Domostawie

10 lipca 2022 r., w przeddzień 79 rocznicy „Krwawej Niedzieli” na Wołyniu w Domostawie wmurowano kamień węgielny pod pomnik Andrzeja Pityńskiego - „Rzeź Wołyńska”, stojący obok parkingu przy drodze ekspresowej S-19. Przewodniczącym Społecznego Komitetu Budowy Pomnika został Zbigniew Walczak, wójt gminy Jarocin, a przewodniczącym Komitetu Honorowego ks. Tadeusz Isakowicz-Zaleski, kapelan środowisk kresowych. Prace budowlane finansowane są wyłącznie z kwest społecznych, prowadzonych w kraju i wśród Polonii.
Uroczyste odsłonięcie pomnika „Rzezi Wołyńskiej” odbyło się 14 lipca 2024 r.